# Basantapur (Sunsari)
Basantapur (nepalski: बसन्तपुर) – gaun wikas samiti we wschodniej części Nepalu w strefie Kośi w dystrykcie Sunsari. Według nepalskiego spisu powszechnego z 2001 roku liczył on 753 gospodarstw domowych i 4702 mieszkańców (2289 kobiet i 2413 mężczyzn).